# Selliguea bellisquamata
Selliguea bellisquamata är en stensöteväxtart som först beskrevs av Carl Frederik Albert Christensen och som fick sitt nu gällande namn av Peter Hans Hovenkamp.
Selliguea bellisquamata ingår i släktet Selliguea och familjen Polypodiaceae. Inga underarter finns listade i Catalogue of Life.